# Black Cat (Zucchero Fornaciari)
| Recensione | Giudizio |
| ---------- | -------- |
| Rockol     |          |

Black Cat è il tredicesimo album in studio del cantautore italiano Zucchero Fornaciari, pubblicato il 29 aprile 2016 dalla Universal Music Group. Inizialmente pubblicato in Italia e in altri paesi europei, l'album è uscito anche il 10 giugno nel Regno Unito, il 25 novembre in Giappone e il 24 febbraio 2017 negli Stati Uniti.
Per presentare il nuovo album Zucchero ha scelto una serie di undici concerti-evento all'Arena di Verona, preludio del Black Cat World Tour.

## Descrizione
L'album, contenente tredici brani inediti, alcuni dei quali basati su campionature come già per Shake, vede, ancora una volta, Don Was e Brendan O'Brien in veste di produttori. A loro si aggiunge T Bone Burnett. Black Cat conta partecipazioni illustri; tra tutte, quelle di Mark Knopfler, che suona la chitarra su Ci si arrende, e di Bono, autore del testo per la versione inglese della medesima, intitolata Streets of Surrender (S.O.S.). La pre-produzione dell'album è stata realizzata nel corso del 2015 da Zucchero nel nuovo studio di registrazione presso la sua abitazione a Pontremoli, con la scrittura di circa quaranta brani e l'incisione della metà di questi, poi equamente distribuiti ai tre produttori americani.
Dell'LP, di colore rosso, sono state pubblicate due versioni: l'edizione standard e un'edizione limitata numerata.

### Concezione
Il lavoro, nelle intenzioni dell'autore, è un ritorno alle sonorità del passato, dopo le sperimentazioni di Fly (2006) e Chocabeck (2010), dai toni più intimi e cantautorali, e la parentesi de La sesión cubana (2012), per riavvicinarsi a lavori come Oro, incenso e birra. Durante varie interviste per la promozione dell'album, Zucchero ha svelato che Black Cat è stato concepito grazie all'Americana Tour, durante il quale il bluesman si è completamente immerso nella cultura statunitense, in particolare di quella parte degli Stati Uniti d'America - Memphis, New Orleans, Nashville, Houston - nella quale più di tutte la musica blues ha le sue radici. Il suono del nuovo disco, infatti, è stato composto pensando ai gospel cantati nelle piantagioni di cotone, al rumore delle catene e dei bidoni di gasolio, alla slide guitar e alla cultura country tipicamente statunitensi.
Il titolo dell'album fa riferimento al celebre talismano - il black cat bone - portafortuna secondo la tradizione Hoodoo afroamericana, dalla quale la musica blues ha avuto origine. Tale locuzione è stata utilizzata in svariati brani di matrice blues, come in My Woman Has a Black Cat Bone di Hop Wilson poi ripreso in Black Cat Bone di Albert Collins, in Hoochie Coochie Man, scritta da Willie Dixon e cantata da Muddy Waters, e in Broke and Hungry di Blind Lemon Jefferson. Negli Stati Uniti d'America è anche un saluto popolare nella comunità afroamericana. L'immagine del gatto nero, secondo il bluesman, vuole simboleggiare libertà da vincoli, indipendenza, franchigia, emancipazione. Le canzoni, infatti, sono state scritte senza particolari vincoli di carattere commerciale, come, per esempio, la durata, ma cercando di ricreare il sound di inizio carriera.

### Le canzoni
Il disco, come era stato per Shake, si apre con un trittico di canzoni dalla nervatura blues rock con aperture melodiche: i primi due singoli estratti, Partigiano reggiano e 13 buone ragioni, e Ti voglio sposare. Quest'ultimo brano, oltre alla partecipazione di Biagio Antonacci ai cori, ha visto la collaborazione con il chitarrista nipponico Tomoyasu Hotei nella versione asiatica dell'album (prima volta in carriera per Fornaciari). Il riff di chitarra iniziale è ripreso dal brano Gimme Some Lovin' degli Spencer Davis Group, già fatta cover da Zucchero nell'album Walzer d'un Blues con il titolo di Careoche (diamoci le mani).
A seguire si trova la più intima Ci si arrende, in cui Zucchero si immagina di ritrovare Marzia, il suo primo "amore di campagna", e di confessarle che è impossibile provare ancora i sentimenti che provavano da ragazzi, perché non si è più così genuini come all'epoca, e che bisogna arrendersi al fatto che quella purezza è scomparsa e non tornerà più. Sia questa canzone che Streets of Surrender (S.O.S.), basata sulla stessa melodia, ma con un testo in lingua inglese scritto da Bono, vedono il contributo di Mark Knopfler alla chitarra. Il leader degli U2 ha accettato di collaborare con l'artista italiano per realizzare un brano contro l'odio ed il terrorismo, all'indomani degli attentati di Parigi del 13 novembre 2015, nei quali hanno perso la vita 137 persone. In un'intervista concessa ad un giornalista della CNN all'inizio di dicembre 2015, Bono aveva rivelato, infatti, di essere al lavoro su un brano per il nuovo album di inediti di Zucchero. La canzone è dedicata alle vittime dei sopracitati attentati (nel testo viene citata in maniera esplicita la città di Parigi). Pochi giorni dopo il bluesman nostrano aveva confermato la notizia al TG1, affermando che gli sarebbe piaciuto «usare la parola "surrender", intesa come una resa contro l'odio: contro l'odio non ci vuole altro odio, non dobbiamo permettere che l'odio prevalga, che prenda il sopravvento.»
L'album prosegue con una reinterpretazione di Ten More Days, originariamente pubblicato dal DJ svedese Avicii; come spiegato dal cantautore, la Universal Music Group inviò il brano nel 2015 sia al DJ che a lui e il primo riuscì a pubblicarla in anticipo rispetto al collega italiano, senza apportare modifiche agli arrangiamenti, operazione poi fatta da Zucchero. Successivamente, con L'anno dell'amore, Zucchero ritorna prepotentemente al sound e ai temi di canzoni come Overdose (d'amore) e Voodoo Voodoo. Il brano contiene, come incipit, quello che era stato diffuso sul web come il divertente discorso del Sindaco di Contursi Terme (anche se non era mai stato confermato il fatto); nella parte musicale si tratta di un campionamento dal brano I Can Hear You Calling del gruppo musicale canadese Bush, portata poi al successo dai Three Dog Night, con una parte creativa dello stesso Zucchero. Hey Lord è il brano con più tratti gospel e soul di tutto l'album, e si apre con una campionatura da Black Woman, contenuta nell'album Negro Prison Blues & Songs di Alan Lomax. L'edizione destinata ai paesi latini si avvale di un duetto tra Zucchero e Alejandro Sanz (col quale aveva già collaborato per l'album Sirope dell'artista spagnolo), nel brano Fatti di sogni, tradotto in Hechos de sueños, primo estratto per il mercato spagnolo. Il testo italiano presenta la citazione «Guarda quanta gente sola» da Eleanor Rigby. La goliardica La tortura della Luna riprende in tutto e per tutto Vedo nero. Si torna all'atmosfera blues afro-americana in Love Again, che cita I Gotta Move dei The Kinks. Per la versione destinata al mercato anglofono, Zucchero si è avvalso della collaborazione con Elvis Costello (già autore del testo di Miss Mary contenuta in Miserere del 1992) per la traduzione di quest'ultimo brano in inglese, ribattezzato Turn the World Down. Gli ultimi due brani, Terra incognita e Voci (primo singolo estratto per il mercato internazionale e terzo per quello italiano), segnano un deciso ritorno, nelle tematiche e nei suoni, alle radici di Chocabeck. Voci, che precede l'ultima traccia Streets of Surrender (S.O.S.), è stato composto, per quanto riguarda la musica, riprendendo Ignorant Boy, Beautiful Girl di Loney, Dear; il testo contiene alcuni estratti della poesia Tu non sei del vecchio amico Gino Belli.

## Tracce
Testi e musiche di Zucchero Fornaciari, eccetto dove indicato.

### Edizioni italiana e statunitense
1. Partigiano reggiano – 3:00
2. 13 buone ragioni – 3:26
3. Ti voglio sposare – 3:08
4. Ci si arrende (feat. Mark Knopfler) – 3:58
5. Ten More Days – 3:21 (Avicii, S. Aldred, Z. Zilesnick)
6. L'anno dell'amore – 3:26 (testo: Zucchero Fornaciari, D. M. Troiano, H. Sullivan, R. Kenner, P. Glan J., Pasquale Panella – musica: Zucchero Fornaciari, D. M. Troiano, H. Sullivan, R. Kenner, P. Glan J.)
7. Hey Lord – 4:03
8. Fatti di sogni – 3:34
9. La tortura della Luna – 3:35 (musica: Zucchero Fornaciari, N. Ruzicka, S. Ioannou)
10. Love Again – 3:54
11. Terra incognita – 4:18
12. Voci (Namanama Version) – 3:47 (musica: Zucchero Fornaciari, Loney, Dear)
13. Streets of Surrender (S.O.S.) (feat. Mark Knopfler) – 3:57 (testo: Bono, S. Carmody)
14. Turn the World Down – 3:54 (testo: Elvis Costello) – assente nell'edizione italiana
15. Voices – 3:48 (testo: Zucchero Fornaciari, S. Diamond – musica: Zucchero Fornaciari, Loney, Dear) – assente nell'edizione italiana

Contenuto bonus nell'edizione deluxe italiana
- CD 1

1. Ti voglio sposare (feat. Tomoyasu Hotei) – 3:08
2. Hechos de sueños (feat. Alejandro Sanz) – 3:35 (testo: Alejandro Sanz)
3. Turn the World Down – 3:54 (testo: Elvis Costello)
4. Voices – 3:48 (testo: Zucchero Fornaciari, S. Diamond – musica: Zucchero Fornaciari, Loney, Dear)

- CD 2 – 25.09.2016 – Black Cat Live from Verona

1. Partigiano reggiano (with Extended Intro La solitudine) – 3:39
2. 13 buone ragioni – 3:27
3. Ti voglio sposare (feat. Tomoyasu Hotei) – 3:24
4. Ci si arrende – 4:02
5. Ten More Days – 3:18
6. L'anno dell'amore – 4:57
7. Hey Lord – 4:02
8. Fatti di sogni – 3:36
9. La tortura della Luna – 3:44
10. Love Again – 4:02
11. Terra incognita – 4:20
12. Voci (Namanama Version) – 3:42

- DVD

1. Black Cat Videos + EPK

### Edizione internazionale
1. Partigiano reggiano – 3:00
2. 13 buone ragioni – 3:26
3. Ti voglio sposare – 3:08
4. Streets of Surrender (S.O.S.) (feat. Mark Knopfler) – 3:57 (testo: Bono, S. Carmody)
5. Ten More Days – 3:21 (Avicii, S. Aldred, Z. Zilesnick)
6. L'anno dell'amore – 3:26 (testo: Zucchero Fornaciari, D. M. Troiano, H. Sullivan, R. Kenner, P. Glan J., Pasquale Panella – musica: Zucchero Fornaciari, D. M. Troiano, H. Sullivan, R. Kenner, P. Glan J.)
7. Hey Lord – 4:03
8. Fatti di sogni – 3:34
9. La tortura della Luna – 3:35 (musica: Zucchero Fornaciari, N. Ruzicka, S. Ioannou)
10. Turn the World Down – 3:54 (testo: Elvis Costello)
11. Terra incognita – 4:18 (Zucchero)
12. Voci (Namanama Version) – 3:47 (musica: Zucchero Fornaciari, Loney, Dear)
13. Ci si arrende (feat. Mark Knopfler) – 3:58

### Edizione spagnola
1. Partigiano reggiano – 3:00
2. 13 buone ragioni – 3:26
3. Ti voglio sposare – 3:08
4. Streets of Surrender (S.O.S.) (feat. Mark Knopfler) – 3:57 (testo: Bono, S. Carmody)
5. Ten More Days – 3:21 (Avicii, S. Aldred, Z. Zilesnick)
6. L'anno dell'amore – 3:26 (testo: Zucchero Fornaciari, D. M. Troiano, H. Sullivan, R. Kenner, P. Glan J., Pasquale Panella – musica: Zucchero Fornaciari, D. M. Troiano, H. Sullivan, R. Kenner, P. Glan J.)
7. Hey Lord – 4:03
8. Hechos de sueños (feat. Alejandro Sanz) – 3:34 (testo: Alejandro Sanz)
9. La tortura della Luna – 3:35 (musica: Zucchero Fornaciari, N. Ruzicka, S. Ioannou)
10. Turn the World Down – 3:54 (testo: Elvis Costello)
11. Terra incognita – 4:18
12. Voci (Namanama Version) – 3:47 (musica: Zucchero Fornaciari, Loney, Dear)
13. Ci si arrende (feat. Mark Knopfler) – 3:58

### Edizione asiatica
1. Partigiano reggiano – 3:00
2. 13 buone ragioni – 3:26
3. Ti voglio sposare (feat. Tomoyasu Hotei) – 3:08
4. Streets of Surrender (S.O.S.) (feat. Mark Knopfler) – 3:57 (testo: Bono, S. Carmody)
5. Ten More Days – 3:21 (Avicii, S. Aldred, Z. Zilesnick)
6. L'anno dell'amore – 3:26 (testo: Zucchero Fornaciari, D. M. Troiano, H. Sullivan, R. Kenner, P. Glan J., Pasquale Panella – musica: Zucchero Fornaciari, D. M. Troiano, H. Sullivan, R. Kenner, P. Glan J.)
7. Hey Lord – 4:03
8. Fatti di sogni – 3:34
9. La tortura della Luna – 3:35 (musica: Zucchero Fornaciari, N. Ruzicka, S. Ioannou)
10. Turn the World Down – 3:54 (testo: Elvis Costello)
11. Terra incognita – 4:18 (Zucchero)
12. Voci (Namanama Version) – 3:47 (musica: Zucchero Fornaciari, Loney, Dear)
13. Ci si arrende (feat. Mark Knopfler) – 3:58
14. Voices – 3:48 (testo: Zucchero Fornaciari, S. Diamond – musica: Zucchero Fornaciari, Loney, Dear)
15. Il libro dell'amore (feat. 2Cellos) – 3:32 (testo: Zucchero – musica: Stephin Merritt)
16. Dune mosse (Live) – 5:35 (testo: M. Figliè)
17. Baila (Sexy Things) (Live) – 3:57 (testo: Zucchero – musica: Zucchero Fornaciari, Robyx)
18. Ti voglio sposare (feat. Tomoyasu Hotei) (Live) – 3:24

## Formazione
- Zucchero Fornaciari – voce, pianoforte, chitarra acustica, organo Hammond, tastiera, farfisa, armonium
- Mark Knopfler – chitarra resofonica in Ci si arrende/Streets of Surrender
- Mark Goldenberg – chitarra acustica
- Stavros Ioannou – chitarra, basso
- Colin Linden – chitarra elettrica
- Max Marcolini – chitarra elettrica, basso, arpa, dobro, mellotron, pianoforte
- Brendan O'Brien – chitarra a 12 corde, chitarra elettrica, basso, sintetizzatore
- Davide Rossi – violino
- Tim Pierce – chitarra elettrica, chitarra acustica
- Barry Balese – contrabbasso
- Nathan East – basso
- Greg Leisz – pedal steel guitar, chitarra acustica
- Russell Pahl – pedal steel guitar
- Jerry Douglas – lap steel guitar, dobro
- Federico Biagetti – dobro
- Matt Chamberlain – batteria
- Jay Bellerose – batteria, percussioni
- Jim Keltner – batteria
- Lenny Castro – percussioni
- Aaron Sterling – percussioni
- Michael Finnigan – pianoforte
- Jamie Muhoberac – pianoforte, minimoog, mellotron
- Patrick Warren – mellotron
- Nils Ruzicka – tastiera
- Darrell Leonard – tromba
- Lester Lovitt – tromba
- Ira Nepus – trombone
- Thomas Peterson – sassofono
- Joe Sublet – sassofono
- Gene Cipriano – corno inglese
- Stephanie O'Keefe – corno francese
- Kurt Lykes, Jason Morales, James McCrary, Linda McCrary, Arthur Miles, Louis Pardini, Melody Perry, Cheryl Porter, Leslie Sackey, Alfie Silas, Lisa Stone, Jennifer Vargas, Vincenzo Draghi – cori
- Biagio Antonacci – cori in Ti voglio sposare
- Mike Piersante – battimani

## Successo commerciale
Black Cat ha debuttato direttamente in vetta alla classifica italiana degli album. Anche in Svizzera l'album è entrato direttamente alla prima posizione della relativa classifica. Grazie a questo e a buoni piazzamenti negli altri paesi europei, Black Cat esordisce alla 21ª posizione della World Albums Top 40 durante la settimana 19 del 2016. In Italia il disco è stato certificato d'oro dopo due settimane, di platino dopo tre mesi dall'uscita e doppio platino dopo dieci mesi. Anche il vinile ha riscosso un notevole successo di vendite, raggiungendo la vetta della relativa classifica per due settimane. A quattro mesi dall'uscita, l'album è tornato al primo posto della Classifica FIMI Album. L'album è rimasto in Top 10 per 23 settimane consecutive, di cui quattro al primo posto, e in Top 100 per 61 settimane consecutive. Il brano Hechos de sueños ha inoltre raggiunto la centesima posizione nella classifica digitale di Panama.
Alla fine del 2016 l'album è risultato essere il quarto vinile e il nono disco più venduto in Italia, l'undicesimo disco più venduto in Svizzera, il ventinovesimo in Austria e il centoquarantottesimo in Belgio (Vallonia). A fine 2017 l'album è risultato essere il settantunesimo più acquistato in Italia.
L'edizione limitata e numerata del vinile è stata stampata in 1 000 copie, tutte acquistate.

## Classifiche

### Classifiche settimanali
| Classifica (2016)   | Posizione massima |
| ------------------- | ----------------- |
| Austria             | 2                 |
| Argentina           | 4                 |
| Belgio (Fiandre)    | 33                |
| Belgio (Vallonia)   | 27                |
| Croazia             | 36                |
| Francia             | 51                |
| Germania            | 13                |
| Italia              | 1                 |
| Paesi Bassi         | 24                |
| Repubblica Ceca     | 17                |
| Svizzera            | 1                 |
| Classifica (2017)   | Posizione massima |
| Stati Uniti (world) | 9                 |

### Classifiche di fine anno
| Classifica (2016) | Posizione |
| ----------------- | --------- |
| Austria           | 31        |
| Belgio (Vallonia) | 148       |
| Italia            | 9         |
| Italia (vinili)   | 4         |
| Svizzera          | 11        |
| Classifica (2017) | Posizione |
| Italia            | 71        |